# Zánka
Zánka è un comune dell'Ungheria di 908 abitanti (dati 2001). È situato nella contea di Veszprém.